# Allaert van Everdingen
Allaert van Everdingen, ook Aldert of Allart Pietersz. van Everdingen genoemd (gedoopt Alkmaar, 18 juni 1617 - begraven Amsterdam, 8 november 1675), was een Nederlandse schilder, tekenaar en etser, vooral bekend vanwege zijn Scandinavische landschappen. Hij was een broer van de schilders Caesar van Everdingen en Jan van Everdingen.

## Levensloop
Hij was de zoon van de notaris Pieter van Everdingen, die in 1644 in ondertrouw ging met Elisabeth Laurensdr. van Hoochstraeten. Wie zijn moeder was is onbekend. Eind jaren '30-begin jaren '40 was hij, volgens Arnold Houbraken, achtereenvolgens in de leer bij Roelant Savery in Utrecht en Pieter de Molijn in Haarlem. Van augustus 1639 tot 1642 wordt hij vermeld in Alkmaar.

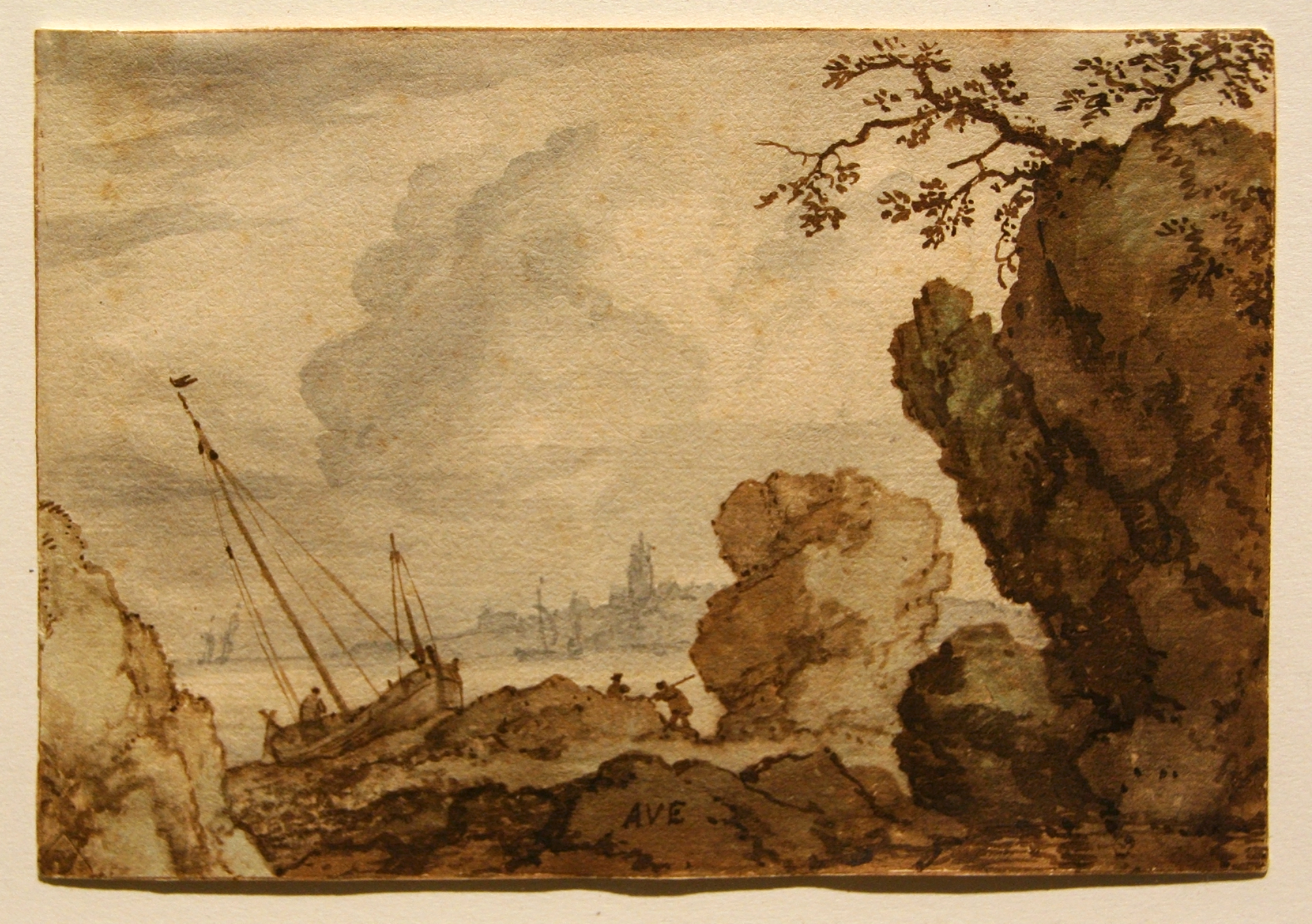
Rotsen langs een Fjord met een boot op de wal, Poesjkinmuseum, Moskou

Van 1644 tot 1645 verbleef hij in Noorwegen en Zweden, waar hij de plaatsen Risør, Langesund en Göteborg bezocht. Volgens Houbraken kwam hij hier 'by zeker toeval' terecht, 'want hy zig naar eenige plaats aan de Oost Zee te scheep begeven hebbende beliep hem eene gevarelyke storm, die hem willig of onwillig niet onbeschadigt op de kust van Noorwegen deed belanden'.
In 1645 keerde van Everdingen via Alkmaar terug naar Haarlem waar hij trouwde met de Haarlemse Janneke Cornelisdr Brouwers; zij betrokken een huis in de Grote Houtstraat en kregen toen een aantal kinderen, onder wie drie zoons – Cornelis, Pieter en Jan – die volgens Houbraken, allen 'd'een min d'ander meer de Konst gehanteert hebben'. Op 13 oktober 1645 werd hij lid van de Gereformeerde Gemeente in Haarlem, waar, tussen 1646 en 1651, ook de eerste vier kinderen werden gedoopt. In 1646 werd hij lid van het plaatselijke Sint-Lucasgilde. Samen met zijn broer Caesar van Everdingen werd hij lid van de Cluveniersdoelen. Hij bleef in ieder geval tot 1652 in Haarlem wonen. Omstreeks dat jaar verhuisde hij met het gehele gezin naar Amsterdam, waar nog enkele kinderen geboren werden en hij ook poorter werd van de stad.
Tot 1663 woonde het gezin aldaar in de Koningstraat. Voor het in 1660 gebouwde Trippenhuis maakte hij, onder meer, een groot schilderij met als onderwerp de geschutgieterij in Julita Bruk (bij Nyköping). Deze gieterij werd in 1627 gesticht door Freiherr Melchior von Wurmbrand en kwam door vererving via Louis de Geer in het bezit van Hendrick Trip. Nadat het Trippenhuis van 1816-1885 dienst had gedaan als Rijksmuseum, werd het schilderij in 1890 verwijderd, ingelijst en naar het nieuwe gebouw van Pierre Cuypers overgebracht. Houbraken betreurde het dat Van Everdingen te grote schilderijen maakte, die in Amsterdam niet langer gewild waren, toen eenmaal de geschilderde behangsels in de Amsterdamse herenhuizen in de mode kwamen.

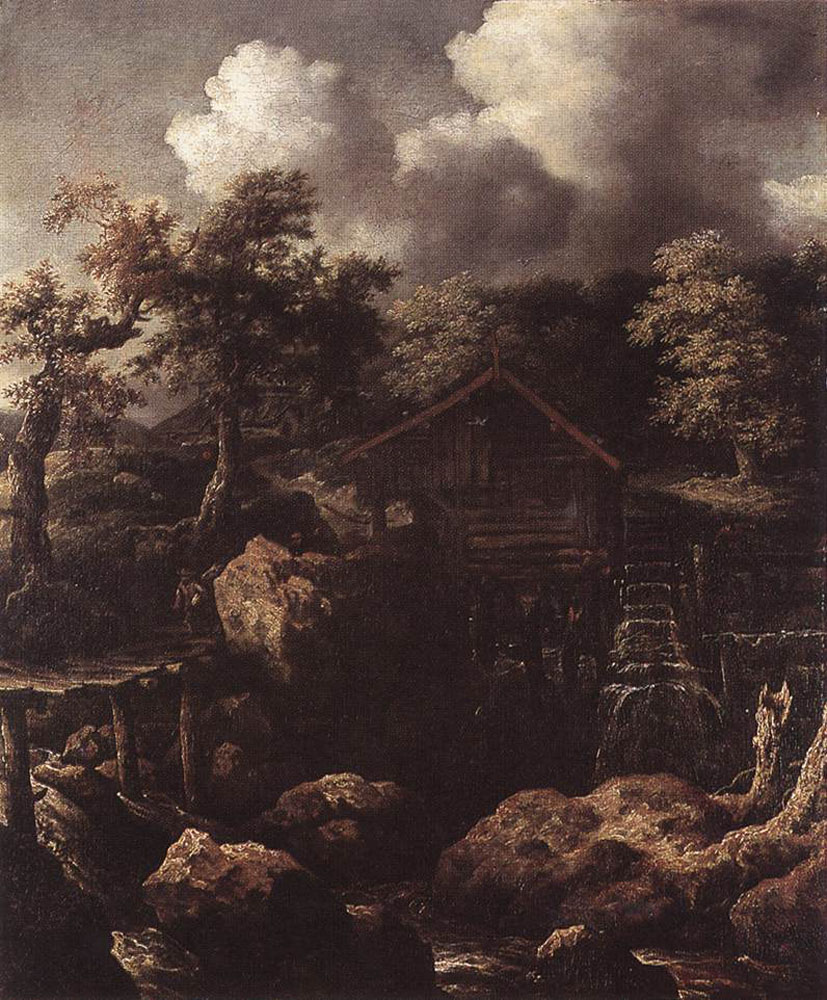
Boslandschap met watermolen, 1650, Wallraf-Richartz-Museum, Keulen

Van Everdingen had voor zover bekend geen leerlingen. Volgens sommige bronnen was hij leraar van Gerard van Edema, maar bewijs hiervoor ontbreekt. Wel meldt Houbraken dat de schilder Ludolf Bakhuizen Van Everdingen om advies vroeg over het schilderen in olieverf en dat het Van Everdingen was 'die hem een palet met verf en penselen in de vuist stak'. Van Everdingen stelde ook zijn atelier aan hem ter beschikking waar hij een proefstuk voltooide dat 10 gulden opgebracht zou hebben. Naast schilder was Van Everdingen ook verzamelaar van en handelaar in Italiaanse, Hollandse en Vlaamse schilderkunst.
Op 4 maart 1675 liet Van Everdingen zijn testament maken; hij was ziek en overleed 7 maanden later in de Bantammerstraat. In maart 1676 werd een gedeelte van zijn verzamelde schilderijen (voor de handel) geveild. Zijn vrouw Janneke Brouwers overleed in 1708 in 'De vergulde Eendracht', aan de Kalverstraat in Amsterdam; hier werd op 19 april 1709 het tweede gedeelte van de kunst-nalatenschap van Van Everdingen verkocht, bestaande uit schilderijen van onder meer Rafaël, Titiaan, Veronese, Liss, Holbein, Porcellis, Van Everdingen zelf, Beuckelaer, Hals en Rembrandt.

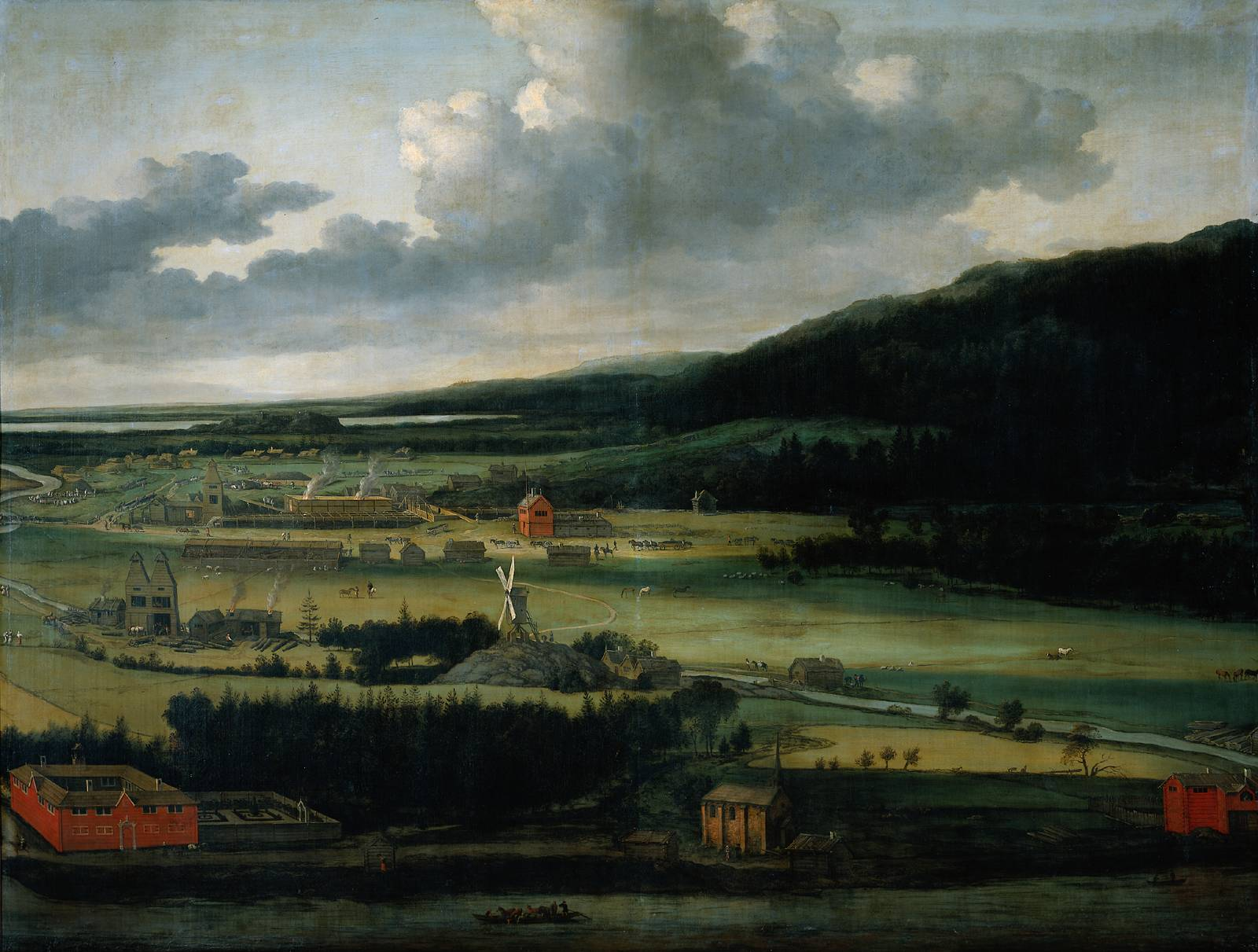
De geschutgieterij van Hendrick Trip in Julita Bruk in Zweden, ca. 1650-1675, Rijksmuseum, Amsterdam

## Werk
Van Everdingen is vooral bekend als schilder van zeegezichten, 'Scandinavische' watervallen en kleine bosgezichten. Daarnaast schilderde hij ook strandgezichten en winterlandschappen. Hij introduceerde het thema 'landschap met waterval' (gebaseerd op zijn Scandinavische reizen) als eerste in de Nederlanden. Zijn zeegezichten dateren hoofdzakelijk van voor zijn Scandinavië-reis van 1644-1645 en sluiten aan bij de ingetogen manier van schilderen van Jan Porcellis en Simon de Vlieger. Zijn vroegst bekende werk, Schepen op zee in stormachtig weer, is 1640 gedateerd en kondigt met zijn schuimende golven het werk van Jacob van Ruisdael aan. Ook in zijn overige zeegezichten schilderde Van Everdingen voornamelijk bewegend water. Het schilderij Voor anker liggende schepen vormt hier een uitzondering op. Hij schilderde ook enkele zeestormen (onder meer hangt er een in het Museum der bildenden Künste in Leipzig en een in het Musée Condé in Chantilly), die niet onderdoen voor de Nederlandse Romantiek van de 19e eeuw.
In zijn landschappen was hij een navolger van Hercules Seghers. Zelf werd hij nagevolgd door Jacob van Ruisdael en Wilhelm von Kobell. Vooral Van Ruisdael werd in het begin sterk door Van Everdingen beïnvloed, zowel in zijn zeegezichten als in zijn watervallen. Het schilderij Zeegezicht bij opkomende storm van Van Everdingen werd vroeger aan Van Ruisdael toegeschreven. Verder is van Nicolaes Molenaer een 1653 gedateerde, 'Scandinavische' waterval bekend in de trant van Van Everdingen/Van Ruisdael. Op grond van tekeningen en landschappen met taferelen uit de omgeving van Spa wordt sterk vermoed dat de Ardennen en de oevergebieden langs de Maas hem ook geïnspireerd hebben, wat voor 1654 moet hebben plaatsgevonden
In Kopenhagen hangen vijf schilderijen met watervallen van Van Everdingen. Een daarvan is gedateerd 1647, een andere 1649. In de Hermitage in Sint-Petersburg bevindt zich een schilderij uit 1647 en in de Alte Pinakothek in München een uit 1656.
Ook maakte Van Everdingen tekeningen en etsen; van de laatste maakte hij er 57 tot verluchting der fabels van Reintje de Vos (nog in 1843 te Londen herdrukt) en 107 landschapstekeningen - wellicht taferelen in Småland en een aantal kennelijk van de omstreken van Spa. Hij maakte daarnaast ook de tekeningen voor het werk van Hendrik van Alkmaar, Rijntje de Vos, die volgens Kramm de dieren toonde als '..het ware leven en zich bewegen in hunnen natuurlijken staat'. /

## Lijst van werken
| Datering  | Titel                                                         | Type       | Verblijfplaats                                       | Afbeelding |
| --------- | ------------------------------------------------------------- | ---------- | ---------------------------------------------------- | ---------- |
| 1640-1675 | Haarlem, gezien vanaf het Noorder Spaarne                     | Schilderij | Frans Hals Museum, Haarlem                           |            |
| 1631-1675 | Stil water                                                    | Tekening   | Rijksmuseum Amsterdam, Amsterdam                     |            |
| 1631-1675 | Kasteelruïne aan de oever van een rivier                      | Tekening   | Poesjkinmuseum, Moskou                               |            |
| 1644-1675 | Rotsen langs een Fjord met een boot op de wal                 | Tekening   | Poesjkinmuseum, Moskou                               |            |
| 1645-1675 | Zweeds landschap                                              | Schilderij | Museum Boijmans Van Beuningen, Rotterdam             |            |
| 1647      | Scandinavisch landschap                                       | Schilderij | Hermitage, Sint-Petersburg                           |            |
| 1649      | Rotsachtig Scandinavisch rivierlandschap                      | Schilderij | Privéverzameling                                     |            |
| 1650      | Noords landschap                                              | Schilderij | Musée des Beaux-Arts de Strasbourg, Straatsburg      |            |
| Ca. 1650  | Boslandschap met watermolen                                   | Schilderij | Wallraf-Richartz-Museum, Keulen                      |            |
| 1650-1675 | Scandinavisch landschap met waterval en watermolen            | Schilderij | Fondazione Cariplo, Milaan                           |            |
| 1650-1675 | Zweeds landschap met waterval                                 | Schilderij | Rijksmuseum Amsterdam, Amsterdam                     |            |
| 1650-1675 | Bosachtig Scandinavisch landschap                             | Schilderij | Privéverzameling                                     |            |
| 1650-1675 | De dorpsrand                                                  | Schilderij | Szépművészeti Múzeum, Boedapest                      |            |
| 1650-1675 | De geschutgieterij van Hendrick Trip in Julita Bruk in Zweden | Schilderij | Rijksmuseum Amsterdam, Amsterdam                     |            |
| 1650-1675 | Zweeds landschap                                              | Schilderij | Rijksmuseum Amsterdam, Amsterdam                     |            |
| 1655      | Zweeds landschap met een watermolen                           | Schilderij | Rijksmuseum Amsterdam, Amsterdam                     |            |
| Ca. 1660  | Rotsachtig rivierlandschap                                    | Schilderij | Privéverzameling                                     |            |
| 1665-1670 | Noors berglandschap                                           | Schilderij | Staatliche Museen zu Berlin, Gemäldegalerie, Berlijn |            |
| 1671-1675 | Landschap met waterval                                        | Schilderij | Muzeum Narodowe w Warszawie, Warschau                |            |
| 1650-1675 | Bosachtig Scandinavisch landschap                             | Schilderij | Privéverzameling                                     |            |

## Tentoonstellingen
- Allart van Everdingen (1621-1675), Het ruige landschap, Stedelijk Museum Alkmaar, 18 september 2021 t/m 8 mei 2022

- Biblioteca Nacional de España: XX1542993
- Bibliothèque nationale de France: cb14959721c (data)
- Biografisch Portaal: 05057729
- Digitale Bibliotheek voor de Nederlandse Letteren: ever038
- Gemeinsame Normdatei: 12091008X
- International Standard Name Identifier: 0000 0000 8121 1846
- KulturNav: 84c8d996-3175-4c3d-aaf4-578d06288aa6
- Library of Congress Control Number: nr91028220
- National Gallery of Victoria: 5085
- Nationale Bibliotheek van Tsjechië: xx0310934
- Nationale Bibliotheek van Israël: 987007295968505171
- Nederlandse Thesaurus van Auteursnamen: 069628750
- RKD-Nederlands Instituut voor Kunstgeschiedenis: 26851
- SNAC: w64c0fww
- Système universitaire de documentation: 08589544X
- Museum of New Zealand Te Papa Tongarewa: 710
- Union List of Artist Names: 500115159
- Virtual International Authority File: 42110876
- WorldCat: E39PBJckMq6wWQtVqkfgpvppT3